# Hans Steininger
Hans Steininger o Staininger (Pfarrkirchen, 1508 – Braunau am Inn, 28 settembre 1567) è stato un politico austriaco, borgomastro di Braunau am Inn durante il XVI secolo. Era famoso per la lunghissima barba, che gli arrivava fino ai piedi e che fu anche causa della sua morte quando, durante la confusione causata da un incendio, vi inciampò e cadde da una rampa di scale.

## Biografia
Si conosce molto poco della vita di Hans Steininger: egli nacque probabilmente in Baviera nel 1508 e nel 1567 era borgomastro di Braunau am Inn, comune austriaco capoluogo dell'omonimo distretto al confine con la Germania, carica che aveva ricoperto già per diversi mandati. Era famoso per la sua lunghissima barba, che era lunga più di un metro e mezzo e gli arrivana fino ai piedi, di cui andava molto orgoglioso, ma che fu la causa della sua morte.
Il 28 settembre 1567, infatti, scoppiò un incendio nella cittadina e, nella concitazione del momento, Steininger non ebbe tempo di arrotolare la propria barba e riporla con cura in una tasca come era solito fare, ma la lasciò libera. Mentre si trovava in cima ad una rampa di scale vi inciampò, cadendo rovinosamente giù per i gradini e morendo sul colpo.
La lunghissima barba gli venne tagliata prima della sepoltura, in modo che potesse essere preservata, ed è oggi esposta al museo di Braunau am Inn.

## Nella cultura di massa

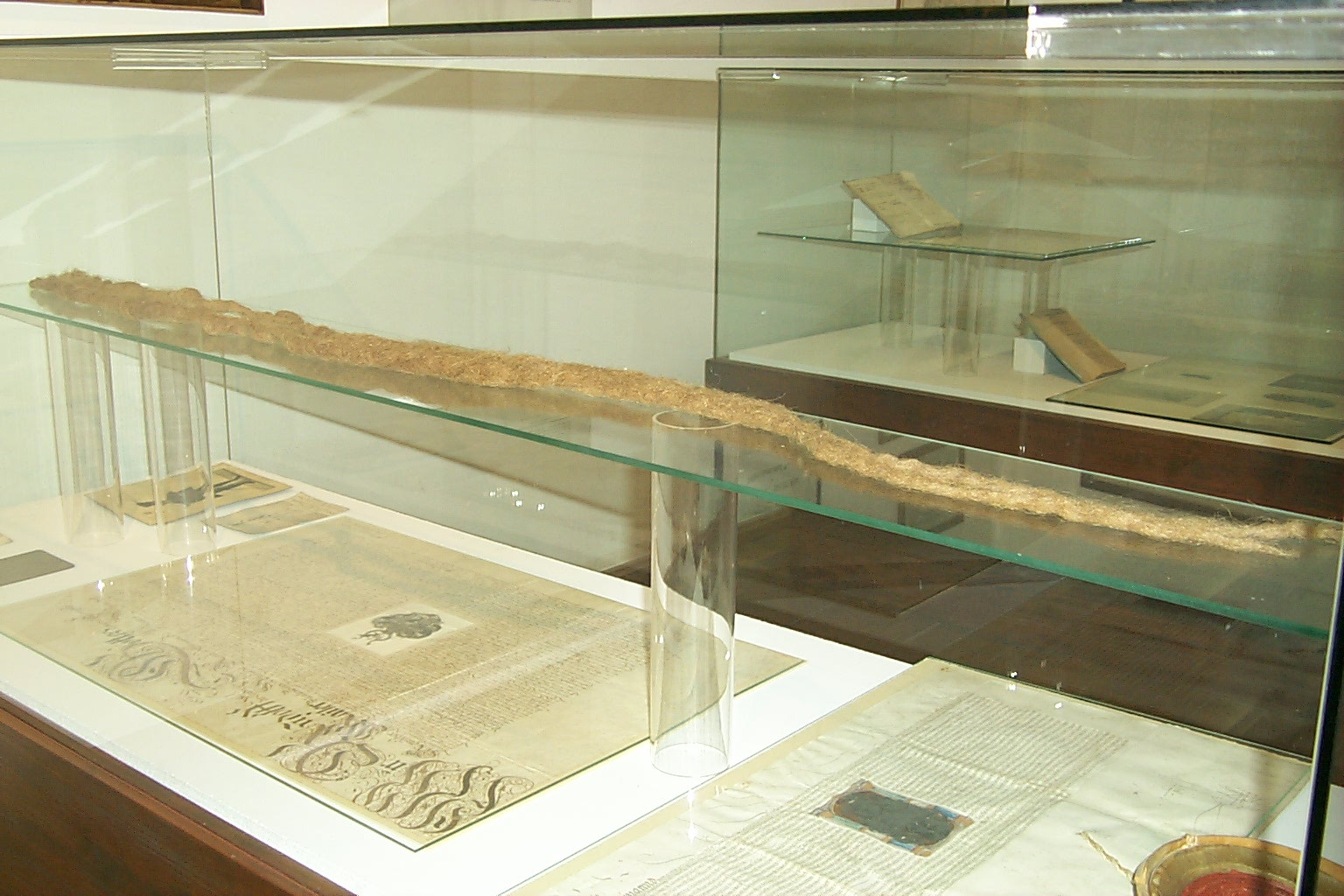
La barba di Steininger conservata nel museo della città

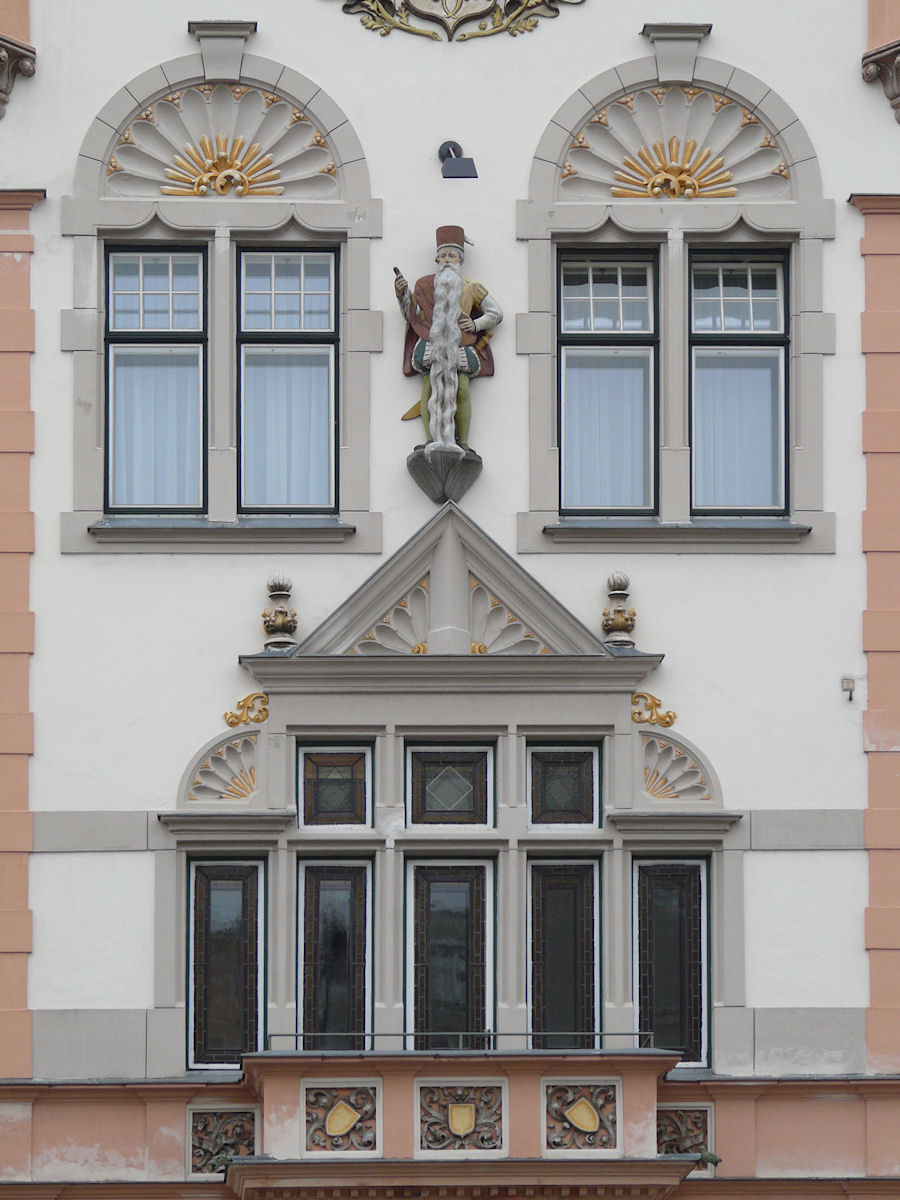
La facciata del municipio di Braunau am Inn

Sulla facciata laterale della chiesa parrocchiale di Santo Stefano a Braunau am Inn si trova una lapide commemorativa a grandezza naturale raffigurante Hans Steininger, con la sua lunghissima barba biforcuta che gli scende fin oltre i piedi. Una statua raffigurante Steininger si trova anche sulla facciata del municipio della città.
Nel suo primo libro sui racconti e le leggende popolari dell'arciducato d'Austria e del ducato di Salisburgo, lo storico e scrittore austriaco del XIX secolo Benedikt Pillwein cita anche la storia di Steininger. Pillwein racconta che, secondo la leggenda, in virtù della fama della propria barba lunga 3,5 cubiti, in un'occasione il borgomastro sarebbe anche stato invitato a Praga dall'imperatore Rodolfo II, ma lo stesso scrittore precisa che questo non può essere vero, in quanto Steininger era già morto nel 1576, anno in cui l'imperatore salì al trono.
Anche l'alpinista e scrittore di viaggi austriaco Joseph Kyselak incluse la storia di Steininger nel suo diario di viaggio, raccontando della lapide con il ritratto del borgomastro e della celebre barba conservata nel museo della città.
Una incisione raffigurante un uomo con una lunghissima barba, che ricalca la figura della lapide sulla chiesa di Santo Stefano, intitolata A true Portraiture of John Staininger of Braunau, venne pubblicata a Londra nel 1814 da R.S. Kirby, mentre un'altra raffigurazione è stata realizzata con la tecnica dell'acquatinta e riporta il nome Jean Staininger.
Al Museo del Louvre è conservato un ritratto ad olio su legno di 22,7 x 16,7 cm di Steininger con la sua lunghissima barba biforcuta e sullo sfondo un paesaggio montano, intitolato Portrait de Hans Staininger, conseiller de Braunau en Tyrol, opera di un anonimo pittore tedesco.